# Sheppardia sharpei
Sheppardia sharpei е вид птица от семейство Muscicapidae.

## Разпространение
Видът е разпространен в Замбия, Малави и Танзания.